# Kabaret pod bańką
Kabaret Pod Bańką – kabaret powstały w latach 90. w Toronto (Kanada).
Jest organizatorem Polonijnego Kabaretonu, na który są zapraszane grupy kabaretowe z innych ośrodków polonijnych w Kanadzie i Stanach Zjednoczonych oraz goście z Polski.
Kabaret występował z Maciejem Damięckim, Tadeuszem Drozdą, Agnieszką Fatygą, Jackiem Fedorowiczem, Stefanem Friedmannem, Grzegorzem Halamą, Romanem Kłosowskim, Emilią Krakowską, Ireneuszem Krosnym, Marianem Opanią, Janem Pietrzakiem, Genowefą Pigwą, Krystyną Sienkiewicz, Dorotą Stalińską, Olą Turkiewicz, Stanem Tutajem, Barbarą Wrzesińską, Wiktorem Zborowskim, Kabaretem OT.TO i Kabaretem Rak.
Kabaret Pod Bańką występował w I i II Programie Telewizji Polskiej (m.in. podczas Gali PaKI w 2000 roku oraz w 43. odcinku Kabaretowego Klubu Dwójki).

## Skład
Skład Kabaretu tworzą byli aktorzy scen warszawskich i krakowskich, muzycy, autorzy tekstów, kompozytorzy.
- Wojciech Gawenda
- Magda Papierz
- Monika Goździk
- Andrzej Pugacewicz

## Twórczość kabaretu
- przedstawienia kabaretowo-kostiumowe: Biesiada z ogniem i Mieciem, Biesiada u sąsiada a żona na Kubie
- przedstawienia kabaretowo-rewiowe: Rewia odwołana (oparta na piosenkach z lat 20. i 30. z własnym oryginalnym scenariuszem)
- tematyczne spektakle kabaretowe: Z przymrużeniem ucha, Pójdźmy wszyscy do psychiatry, Panowie zdrada – jesteśmy w ciupie, Kto nam UFO?, Co nam wszystkim ciąży czyli czekając na rozwiązanie..., Very, very, very... późne polka show...
- widowisko kabaretowo-musicalowe Biesiada w PRL-u

## Nagrody
- 2000
  - Nagroda Dziennikarzy na II Ogólnopolskiej Giełdzie Kabaretowej PrzeWAŁka, Szczawno-Zdrój